# Origins (Imagine-Dragons-Album)
Origins ist das vierte Studioalbum der US-amerikanischen Band Imagine Dragons. Es wurde am 9. November 2018 veröffentlicht.

## Hintergrund
Dan Reynolds, Sänger von Imagine Dragons, bezeichnete das Album als eine Art Schwesterprojekt zum Vorgänger Evolve. Produzenten des Albums waren die Bandmitglieder, Alex da Kid, Ido Zmishlany, Jayson DeZuzio, John Hill, Jorgen Odegard, Mattias Larsson, Mattman & Robin und Tim Randolph. Die Lead-Single des Albums war Natural, diese wurde im Juli 2018 veröffentlicht. Zero wurde im September veröffentlicht. Das Lied ist Teil des Soundtracks zum Disney-Animationsfilm Chaos im Netz. Am 3. Oktober 2018 wurde auf YouTube ein offizieller Trailer zu Origins veröffentlicht. Ende Oktober und Anfang November folgten die Singles Machine und Bad Liar.

## Titelliste
1. Natural – 3:09
2. Boomerang – 3:07
3. Machine – 3:01
4. Cool Out – 3:37
5. Bad Liar – 4:20
6. West Coast – 3:37
7. Zero – 3:30
8. Bullet in a Gun – 3:24
9. Digital – 3:21
10. Only – 3:00
11. Stuck – 3:10
12. Love – 2:46

Deluxe-Bonustracks:
1. Birds – 3:39
2. Burn Out – 4:33
3. Real Life – 4:07

## Rezeption

### Kritik
Stephen Thomas Erlewine von Allmusic gab dem Album 3,5 von fünf Sternen. Das Album sei als Soundtrack geeignet und passe zu Playlists von jedem angesagten Genre. Matt Souvigney von The Daily Campus vergab ebenfalls 3,5 Sterne und lobte besonders die vorab veröffentlichten Singles. Während die erste Hälfte des Albums aus potenziellen Hits bestehe, sei die zweite Hälfte allerdings wenig überzeugend und das Album unausgeglichen. Alexis Petridis von The Guardian bewertete das Album mit zwei von fünf Sternen und bemängelte, dass sich die Band zu sehr am Mainstream-Pop orientiere.

### Auszeichnungen
Origins wurde für einen Billboard Music Award in der Kategorie Top Rock Album nominiert, während das Lied Natural in der Kategorie Top Rock Song nominiert war.

## Kommerzieller Erfolg

### Chartplatzierungen

#### Album
Origins war nach Night Visions und Evolve das dritte Album von Imagine Dragons, das auf Platz zwei der Billboard 200 einstieg. Im Vereinigten Königreich war es mit Platz neun ihr bisher niedrigster Einstieg in die Charts, in Österreich und der Schweiz konnte jeweils Platz zwei erreicht werden und in Deutschland Platz sechs. Ansonsten war das Album auch in vielen weiteren Ländern in den Top Ten vertreten. Außerdem erreichte es Platz eins in der Slowakei.
| ChartsChartplatzierungen       | Höchstplatzierung | Wochen |
| ------------------------------ | ----------------- | ------ |
| Deutschland (GfK)              | 6 (44 Wo.)        | 44     |
| Österreich (Ö3)                | 2 (37 Wo.)        | 37     |
| Schweiz (IFPI)                 | 2 (60 Wo.)        | 60     |
| Vereinigte Staaten (Billboard) | 2 (53 Wo.)        | 53     |
| Vereinigtes Königreich (OCC)   | 9 (15 Wo.)        | 15     |

| ChartsJahrescharts (2018) | Platzierung |
| ------------------------- | ----------- |
| Deutschland (GfK)         | 87          |
| Österreich (Ö3)           | 54          |
| Schweiz (IFPI)            | 33          |

| ChartsJahrescharts (2019)      | Platzierung |
| ------------------------------ | ----------- |
| Deutschland (GfK)              | 62          |
| Schweiz (IFPI)                 | 16          |
| Vereinigte Staaten (Billboard) | 44          |

#### Singles
Die Lead-Single Natural wurde ein weltweiter Erfolg in den Charts und erreichte einige Top-Ten-Platzierungen, darunter in Österreich, der Schweiz und Norwegen. In den US-Singlecharts erreichte Natural Platz 13 und in den britischen Charts Platz 49. Zero war ein kleiner Charthit unter anderem in der Schweiz und Schweden, war jedoch in Italien erfolgreich. Die Single Bad Liar erreichte in den USA und im Vereinigten Königreich mit Platz 56 bzw. 44 eher schwächere Platzierungen, war aber in Kontinentaleuropa, Australien und Neuseeland ein großer Erfolg. Natural und Bad Liar erhielten jeweils Gold-Auszeichnungen in Deutschland und Österreich. Im Juni 2019 wurde eine Version des Titels Birds mit der italienischen Sängerin Elisa veröffentlicht. Bereits zuvor war Birds in einigen Ländern in den Charts vertreten. Mit dieser Version gelang auch ein Einstieg in die italienischen Charts.

### Auszeichnungen für Musikverkäufe
| Land/Region                  | Auszeichnungen für Musikverkäufe (Land/Region, Auszeichnung, Verkäufe) | Verkäufe  |
| ---------------------------- | ---------------------------------------------------------------------- | --------- |
| Dänemark (IFPI)              | Platin                                                                 | 20.000    |
| Deutschland (BVMI)           | Gold                                                                   | 100.000   |
| Frankreich (SNEP)            | 2× Platin                                                              | 200.000   |
| Italien (FIMI)               | 2× Platin                                                              | 100.000   |
| Kanada (MC)                  | —                                                                      | 62.000    |
| Neuseeland (RMNZ)            | Platin                                                                 | 15.000    |
| Österreich (IFPI)            | Platin                                                                 | 15.000    |
| Polen (ZPAV)                 | 4× Platin                                                              | 80.000    |
| Schweiz (IFPI)               | 4× Platin                                                              | 80.000    |
| Singapur (RIAS)              | Gold                                                                   | 5.000     |
| Vereinigte Staaten (RIAA)    | Platin                                                                 | 1.000.000 |
| Vereinigtes Königreich (BPI) | Gold                                                                   | 100.000   |
| Insgesamt                    | 3× Gold · 16× Platin ·                                                 | 1.777.000 |

Hauptartikel: Imagine Dragons/Auszeichnungen für Musikverkäufe